# Vũ Đình Cự
Vũ Đình Cự (15 tháng 2 năm 1936 – 7 tháng 9 năm 2011) là một chính khách, một nhà khoa học, giáo sư, tiến sĩ Vật lý. Ông từng được trao tặng giải thưởng Hồ Chí Minh về khoa học kỹ thuật vào đợt 1 (1996) cho những đóng góp trong nghiên cứu rà phá bom từ trường, ngư lôi.
Vũ Đình Cự từng giữ các chức vụ Phó viện trưởng Viện Khoa Học Việt Nam; Viện trưởng Viện công nghệ Quốc gia; Chủ nhiệm Ủy ban Khoa học – Công nghệ – Môi trường của Quốc hội; Chủ nhiệm chương trình nghiên cứu điện tử viễn thông của Nhà nước; Đại biểu Quốc hội khoa VII, VIII, IX, X. Năm 1997, ông được bầu làm Phó Chủ tịch Quốc hội.

## Tiểu sử
- Ông sinh ngày 15 tháng 2 năm 1936, quê quán Đông Xuân, Đông Hưng, Thái Bình.
- Năm 1951, ông học dự bị đại học ở Thanh Hóa, là cán sự vật lý của lớp.
- Từ năm 1954 đến năm 1956, ông học Trường Đại học Sư phạm Hà Nội ngành Vật lý khóa đầu tiên ở Hà Nội khi hòa bình vừa lập lại. Giữa năm 1956, tốt nghiệp đại học, cũng là lúc Trường Đại học Bách khoa Hà Nội được thành lập, ông là một trong tám cán bộ vật lý đầu tiên về trường dạy vật lý đại cương và xây dựng tổ chuyên môn vật lý.
- Năm 1962, ông được cử sang Liên Xô làm nghiên cứu sinh về Vật lý chất rắn tại Đại học Tổng hợp Quốc gia Moskva mang tên M.V. Lomonosov.
- Từ năm 1962 đến 1967, bảo vệ thành công luận án phó tiến sĩ và tiến sĩ.
- Từ năm 1967 đến năm 1991, ông lần lượt đảm nhiệm các vị trí Chủ nhiệm Bộ môn Vật lý chất rắn trường Đại học Bách Khoa Hà Nội; Tổ trưởng tổ nghiên cứu phá bom từ trường thủy lôi của Bộ Đại Học và Trung học chuyên nghiệp; Phó viện trưởng Viện Khoa Học Việt Nam; Viện trưởng Viện công nghệ Quốc gia; Phó chủ nhiệm Ủy ban Khoa Học, Công nghệ và Môi trường của Quốc hội; chủ nhiệm chương trình nghiên cứu điện tử của nhà nước; Chủ tịch Hội đồng KH-KT TP Hà Nội.
- Năm 1980 ông được công nhận học hàm Giáo sư.

## Sự nghiệp chính trị
- Tháng 6 năm 1991 ông được bầu vào Ban chấp hành TƯ Đảng (Tại Đại hội Đại biểu toàn quốc lần thứ 7 của Đảng).
- Năm 1992 ông là Ủy viên Ủy ban Thường vụ Quốc hội; Chủ nhiệm Ủy ban Khoa học- Công nghệ- Môi trường của Quốc hội; Chủ nhiệm chương trình nghiên cứu điện tử viễn thông của Nhà nước; Ủy viên Đảng Đoàn Quốc hội; Phó chủ tịch hội Việt Mỹ
- Năm 1994 ông giữ chức Phó Trưởng ban khoa giáo TƯ
- Tháng 6 năm 1996, tại Đại hội Đại biểu lần thứ 8 của Đảng ông được bầu vào Ban chấp hành TƯ Đảng.
- Tháng 9 năm 1997, tại kỳ họp thứ nhất QH khóa X, ông được bầu làm Phó chủ tịch Quốc hội; Chủ nhiệm Ủy ban KH-CN và MT của Quốc hội; ông là Đại biểu Quốc hội khoa VII, VIII, IX, X.

## Công trình nghiên cứu
1. "Hiệu ứng Hall phẳng" - Đại học Tổng hợp Quốc gia Moskva mang tên M.V. Lomonosov - 1967
2. "Phá hủy thủy lôi và bom từ trường" (GK1) - Đại học Bách Khoa Hà Nội - 1972
3. Sách "Từ học", NXB Khoa học và Kỹ thuật, 1996.
4. Sách "Vật lý chất rắn", NXB Khoa học và Kỹ thuật, 1997.
5. Sách "Vật rắn vô định hình và công nghệ cao", NXB Lao động, 1998
6. Sách "Công nghệ điện tử tin học viễn thông phát triển và xu hướng", NXB Bưu điện, 1999.
7. Sách "Khoa học và công nghệ hướng tới thế kỷ 21 định hướng và chính sách", NXB Chính trị quốc gia, 2000.
8. Sách "Từ điển vật lý và công nghệ cao", NXB Khoa học và Kỹ thuật, 2001.
9. Sách "Lý thuyết chuyển pha loại hai và hiện tượng tới hạn", NXB Bưu điện, 2001.
10. Sách "Cơ sở kỹ thuật nhiệt đới", NXB Văn hóa thông tin, 2003.
11. Sách "Lực lượng sản xuất mới và kinh tế tri thức", NXB Chính trị Quốc gia, 2006.
12. Sách "Công nghệ Nano điều khiển đến từng phân tử nguyên tử", NXB Khoa học và Kỹ thuật, 2004.
13. Sách "Khoa học công nghệ thông tin và điện tử", NXB Khoa học và Kỹ thuật, 2007.
14. Sách "Tổ GK Đại học Bách khoa nghiên cứu và rà phá thủy lôi và bom từ trường", NXB trường Đại học Kách khoa Hà nội, 2011.

## Phong tặng
- Do có nhiều công lao trong nghiên cứu khoa học và thành tích hoạt động Cách mạng, GS đã được tặng thưởng Giải thưởng Hồ Chí Minh về khoa học và công nghệ (công trình tập thể); Huân chương Lao động hạng Nhất; Huân chương Kháng chiến hạng Nhì; Huân chương Chiến công hạng Nhì, Huân chương Độc lập hạng nhất.